# Caneva
Caneva (furlanisch Pasiàn) ist eine italienische Gemeinde in der Region Friaul-Julisch Venetien im Nordosten des Landes. Am 31. Dezember 2023 hatte die Gemeinde 6226 Einwohner.

## Geographie
Caneva liegt etwa 15 km westlich von Pordenone und 110 km nordwestlich von Triest.
Die Gemeinde umfasst neben dem Hauptort Caneva vier weitere Ortschaften und Weiler: Fiaschetti, Fratta, Sarone und Stevená.
Die Nachbargemeinden sind Cordignano, Fontanafredda, Fregona, Polcenigo, Sacile, Sarmede (TV), Tambre (BL).

## Partnergemeinden
Eine Partnergemeinde Canevas ist seit 2002 Neumarkt-Sankt Veit in Bayern. Ferner besteht eine Partnerschaft mit Meilhan-sur-Garonne in der französischen Region Nouvelle-Aquitaine. Freundschaftsverträge bestehen mit Fagundes Varela im brasilianischen Bundesstaat Rio Grande do Sul und mit der belgischen Gemeinde Anhée in Wallonien.

## Persönlichkeiten
- Vito Da Ros (* 1957), Radrennfahrer